# Araneus perincertus
Araneus perincertus là một loài nhện trong họ Araneidae.
Loài này thuộc chi Araneus. Araneus perincertus được Lodovico di Caporiacco miêu tả năm 1947.